# Autorretrato vestido de flamenco
Autorretrato vestido de flamenco es una pintura al óleo realizada por Ramón Casas en 1883 en París y que actualmente se expone en el Museo Nacional de Arte de Cataluña de Barcelona.
Ramón Casas tenía solo 17 años cuando pintó este autorretrato en el que ya ponía en evidencia sus dotes para el género del retrato. Anteriormente había pintado los de sus abuelos y padres, y ese mismo año realizó el de sus primos Joaquim Casas y Miquel Carbó, así como dos autorretratos de busto, de dimensiones bastante reducidas, uno de los cuales se considera un estudio preparatorio del este. Curiosamente, Casas eligió para plasmar su propia imagen un vestido corto de torero con pantalón gris, muy ceñido de caderas, y chaquetilla negra corta, con la única nota de color de una faja roja en la cintura.
Las características formales del autorretrato de Casas, con una figura recortada sobre fondo negro y focos de luz intensa dirigida al rostro, reflejan el influjo de su maestro en París, Carolus-Duran, y, a través de este, del de Velázquez, especialmente en el tratamiento de la luz y del color.